# أرة جان
أرة جان هي قرية في مقاطعة ورزقان، إيران. عدد سكان هذه القرية هو 449 في سنة 2006.